# Chikkaballapur
 Chikkaballapur  est une ville de l'État du Karnataka en Inde située dans le district de Chikkaballapur.

## Géographie
Chikkaballapur est située à 20km de l'Aéroport international de Bangalore, sur la NH7 et la NH234.

## Lieux et monuments
- Les  Monts Nandi.